# Grasslangen
Grasslangen (Opheodrys) zijn een geslacht van slangen uit de familie toornslangachtigen (Colubridae) en de onderfamilie Colubrinae.

## Naam en indeling
De wetenschappelijke naam van de groep werd voor het eerst voorgesteld door Leopold Fitzinger in 1843.
Er zijn twee soorten, de slangen werden eerder tot andere geslachten gerekend, zoals Coluber, Chlorosoma, Herpetodrays, Liopeltis, Contia en Liochlorophis.

### Soorten
Het geslacht omvat de volgende soorten, met de auteur en het verspreidingsgebied.
| Naam                                  | Auteur         | Verspreidingsgebied              |
| ------------------------------------- | -------------- | -------------------------------- |
| Ruwe grasslang (Opheodrys aestivus)   | Linnaeus, 1766 | Verenigde Staten, Mexico         |
| Gladde grasslang (Opheodrys vernalis) | Harlan, 1827   | Canada, Verenigde Staten, Mexico |

## Uiterlijke kenmerken
Beide soorten danken zowel hun Nederlandstalige als hun Engelstalige naam green snakes aan de grasgroene lichaamskleur. Deze is geheel uniform, patronen zoals vlekken en strepen ontbreken. De gladde grasslang heeft gladde schubben op de bovenzijde van het lichaam, de ruwe grasslang heeft gekielde schubben die het lichaam een ruw oppervlak geven.
De gladde grasslang blijft met maximaal 66 centimeter kleiner dan de ruwe grasslang, die tot 1,15 meter lang kan worden.

## Levenswijze

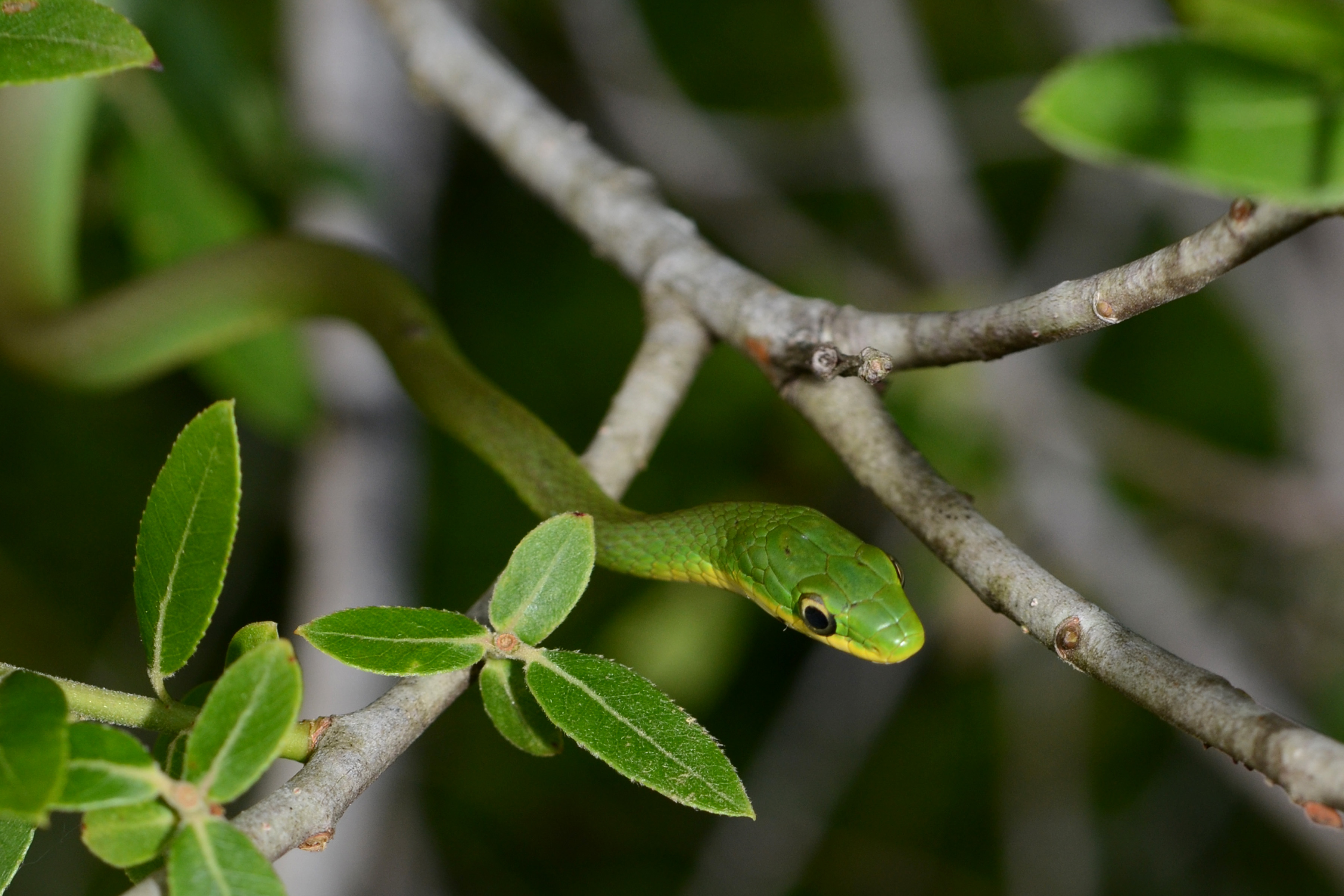
De gladde grasslang is een bodembewoner, afgebeeld is de ruwe grasslang die juist veel klimt in planten.

De gladde grasslang is overwegend een bodembewoner terwijl de ruwe grasslang juist veel in planten en bomen klimt. Op het menu van beide soorten staan voornamelijk kleine ongewervelde dieren zoals insecten en spinnen. Ook schorpioenen worden wel buitgemaakt en slechts zelden kleine gewervelde dieren.

## Verspreiding en habitat
Grasslangen komen voor in delen van Noord-Amerika en leven in de landen Canada, de Verenigde Staten en Mexico.
De habitat bestaat uit scrubland, graslanden en draslanden.

## Beschermingsstatus
Door de internationale natuurbeschermingsorganisatie IUCN is aan alle soorten een beschermingsstatus toegewezen. beide soorten worden beschouwd als 'veilig' (Least Concern of LC).